# Micropanchax pfaffi
Micropanchax pfaffi är en fiskart som först beskrevs av Daget, 1954.  Micropanchax pfaffi ingår i släktet Micropanchax och familjen Poeciliidae. Inga underarter finns listade i Catalogue of Life.